# Steatoda picea
Steatoda picea är en spindelart som först beskrevs av Tord Tamerlan Teodor Thorell 1899.  Steatoda picea ingår i släktet vaxspindlar, och familjen klotspindlar.
Artens utbredningsområde är Kamerun. Inga underarter finns listade i Catalogue of Life.